# Sam Bennett
Dr. Samuel Bennett é um personagem do spin-off de Grey's Anatomy, Private Practice. É interpretado pelo ator Taye Diggs.

## História do personagem
Dr. Sam Bennett, ou "Doutor Feelgood", como é conhecido por pacientes de todo o mundo, é outro sócio-fundador do Oceanside Wellness Group. Ele é o autor do livro: Body Language: The Mind-Body Connection.
Em "Right Here, Right Now" (3ª Temporada, episódio 03), é dito que ele fez residência em cirurgia, com especialização em Cirurgia Cardiotorácica.

## Relacionamentos
Sam conheceu Naomi na escola de medicina na Columbia University College of Physicians and Surgeons. Os dois se casaram e tiveram uma filha, Maya Bennett, agora com 15 anos. As razões para o divórcio não é clara. Em The Other Side of This Life, Sam confessa a Addison que ele não tinha "uma boa razão" para solicitar o divórcio. No episódio In Which We Meet Addison, a Nice Girl From Somewhere Else, Sam afirma que ele foi "infeliz" e queria Naomi de volta para lutar por seu relacionamento. O casal parecia estar indo em direção à reconciliação. Sam e Naomi reacenderam seu relacionamento, depois que Sam sobrevive a uma situação de refém. Embora Sam e Naomi tenham feito sexo sala de conferências, o casal volta a dormir juntos novamente em In Which Cooper Finds a Port In His Storm.
No episódio In Which Addison Finds the Magic, Sam afirma a Naomi que Maya pediu para passar a semana inteira na casa dele. Sam e Addison também são amigos da escola de medicina. Sam, Naomi, Addison, Derek e Mark eram todos estudantes de medicina na Columbia.
Foi revelado na 3ª temporada, episódio 7 de Private Practice que Sam e Addison podem compartilhar sentimentos um pelo outro depois de se beijarem no final de uma terrível provação. In Love Bites, Addison admite à Pete, que ela é apaixonada por Sam, mas está irritada e magoada por sua rejeição.
Mais tarde é revelado que sua filha Maya está grávida. Sam lida com esta situação muito melhor do que Naomi, mesmo apoiando o casamento entre Maya e Dink (o pai), embora ele certamente não esteja satisfeito com as circunstâncias.

## Recepção
Shawna Malcom do Los Angeles Times considera Sam e Bailey, os favorito dela, sendo Bailey de Grey's Anatomy. Ela elogia: "[...]Juntos, Chandra Wilson e Taye Diggs são hilários e tocantes."